# ريتشارد كوك (رسام)
ريتشارد كوك (بالإنجليزية: Richard Cook)‏ هو رسام بريطاني، ولد في 1947 في شلتنهام في المملكة المتحدة.

## وصلات خارجية
- الموقع الرسمي